# Командный чемпионат СССР по спидвею 1987

## Высшая Лига
| М | Команда                    | Матч | Очки |
| - | -------------------------- | ---- | ---- |
| 1 | «Сигнал», г. Ровно         | 12   | 20   |
| 2 | «Турбина», г. Балаково     | 12   | 20   |
| 3 | «Кузбасс», г. Кемерово     | 12   | 18   |
| 4 | «Жигули», г. Тольятти      | 12   | 11   |
| 5 | «Восток», г. Владивосток   | 12   | 10   |
| 6 | «Нефтяник», г. Октябрьский | 12   | 5    |
| 7 | «Цементник», г. Черкесск   | 12   | 0    |

## Первая лига, класс «А»
| М | Команда                    | Матч | Очки |
| - | -------------------------- | ---- | ---- |
| 1 | «Башкирия», г. Уфа         | 10   | 20   |
| 2 | «Сибирь», г. Новосибирск   | 10   | 16   |
| 3 | «Тайфун», г. Элиста        | 10   | 10   |
| 4 | «Локомотив», г. Даугавпилс | 10   | 8    |
| 5 | «Баррикада», г. Ленинград  | 10   | 4    |
| 6 | «Урал», г. Стерлитамак     | 10   | 2    |

## Первая лига, класс «Б»

### Финал
| М | Команда             | Матч | Очки |
| - | ------------------- | ---- | ---- |
| 1 | «Лтава», г. Полтава | 2    | 4    |
| 2 | «Луч», г. Фергана   | 2    | 2    |
| 3 | «Труд», г. Мелеуз   | 2    | 0    |

### 1 зона
| М | Команда                  | Матч | Очки |
| - | ------------------------ | ---- | ---- |
| 1 | «Лтава», г. Полтава      | 12   | 20   |
| 2 | «Целиниекс», г. Рига     | 12   | 16   |
| 3 | «Беларусь», г. Минск     | 12   | 16   |
| 4 | «Колос», г. Пинск        | 12   | 12   |
| 5 | «Волна», г. Севастополь  | 12   | 6    |
| 6 | «Восход», г. Вознесенск  | 12   | 6    |
| 7 | «Шахтёр», г. Червоноград | 12   | 6    |

### 2 зона
| М | Команда               | Матч | Очки |
| - | --------------------- | ---- | ---- |
| 1 | «Труд», г. Мелеуз     | 6    | 8    |
| 2 | «Салават», г. Салават | 6    | 8    |
| 3 | «Хазри», г. Баку      | 6    | 4    |
| 4 | «Арциви», г. Тбилиси  | 6    | 0    |

### 3 зона
| М | Команда                      | Матч | Очки |
| - | ---------------------------- | ---- | ---- |
| 1 | «Луч», г. Фергана            | 6    | 12   |
| 2 | «Магнетит», г. Рудный        | 6    | 8    |
| 3 | «Сибирь», г. Омск            | 6    | 4    |
| 4 | «Металлург», г. Магнитогорск | 6    | 0    |

## Медалисты
| «Сигнал», г. Ровно     | И.Зверев, И.Марко, А.Жабчик, В.Колодий, Вл. Трофимов, В.Кузнецов, В.Пастухов, В.Сурхаев, С.Тершак, С.Чмут, О.Немчук, И.Онищук |
| «Турбина», г. Балаково | А.Павлов, О.Волохов, Вал. Гордеев, В.Шляпугин, С.Деркач, С.Коновалов, Н.Симонов, С.Рябов, А.Куликов, Д.Рангулов               |
| «Кузбасс», г. Кемерово | А.Олейников, В.Клычков, Ю.Павлюченко, В.Титов, В.Чернов, Е.Родин, С.Кузнецов, С.Конищев, А.Карлов, А.Смирнов                  |